# Carlo Amoretti
Pour les articles homonymes, voir Amoretti.
L’abbé Carlo Amoretti, né le 16 mars 1741 à Oneille (aujourd'hui Imperia) et mort le 24 mars 1816 à Milan, est un érudit et un naturaliste italien.

## Biographie
Il entre, en 1756, dans l’Ordre des frères prêcheurs. Afin de compléter ses connaissances en théologie mais aussi en physique, il part à Pavie et à Parme. Il se consacre plus tard à l’enseignement et devient un partisan des réformes prônées par Guglielmo Du Tillot (1711-1774), un fin lettré de Parme, ministre des finances de 1749 à 1771.
Mais Amoretti subit le contrecoup de l’échec que connaissent les mesures de Tillot. Son amitié avec Tillot, lui vaut l’inimitié des autorités ecclésiastiques. La disgrâce de Tillot oblige Amoretti à s’installer à Milan où il devient précepteur.
Mais il peut continuer ses études et Amoretti devient un érudit encyclopédiste et un fécond polygraphe. Il s’intéresse principalement à l’agronomie, la géographie et l’économie. Il participe aux réformes entreprises par l’impératrice Marie-Thérèse Ire de Hongrie (1717-1780). Il est membre de la Società Patriottica de Milan. Mais l’arrivée des troupes françaises en 1796 lui fait perdre sa position. Il arrive néanmoins à devenir bibliothécaire à la Biblioteca Ambrosiana. En 1799, à la fin de la domination jacobine, Amoretti retrouve pleinement sa position dans la vie politique et culturelle de la ville.
Il signe de nombreuses observations en histoire naturelle, notamment en minéralogie. Il s’intéresse notamment à l’électricité animale et fait paraître deux livres sur ce sujet : Della raddomanzia ossia elettrometria animale ricerche fisiche e storiche (1808) et Elementi di elettrometria animale (1814). On lui doit aussi une vie de Léonard de Vinci (1452-1519).

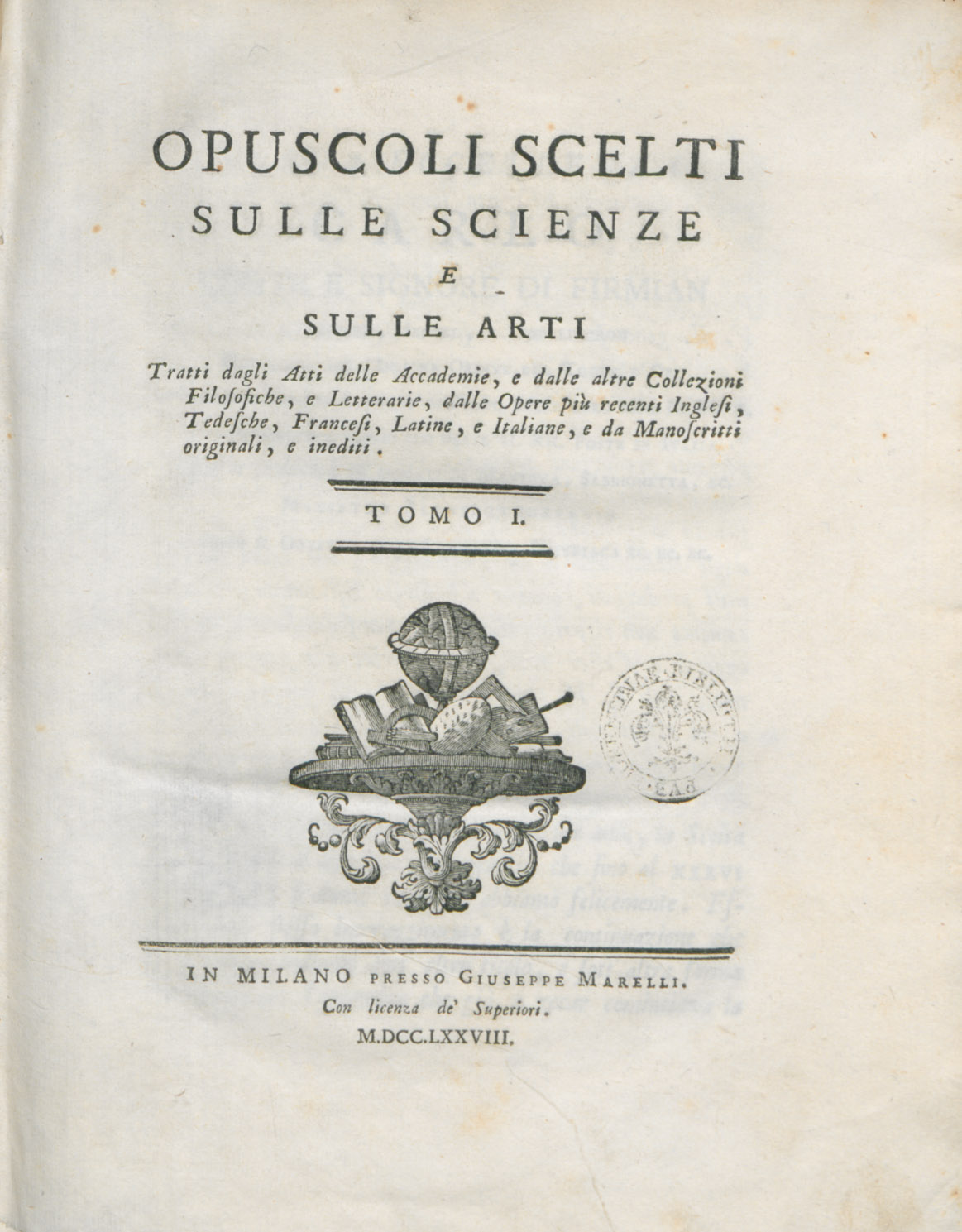
Opuscoli scelti sulle scienze e sulle arti, 1778